# Municipio de Albert (Dakota del Norte)
El municipio de Albert (en inglés: Albert Township) es un municipio ubicado en el condado de Benson en el estado estadounidense de Dakota del Norte. En el año 2010 tenía una población de 51 habitantes y una densidad poblacional de 0,55 personas por km².

## Geografía
El municipio de Albert se encuentra ubicado en las coordenadas 48°3′27″N 99°30′48″O / 48.05750, -99.51333. Según la Oficina del Censo de los Estados Unidos, el municipio tiene una superficie total de 93.01 km², de la cual 92,13 km² corresponden a tierra firme y (0,94 %) 0,88 km² es agua.

## Demografía
Según el censo de 2010, había 51 personas residiendo en el municipio de Albert. La densidad de población era de 0,55 hab./km². De los 51 habitantes, el municipio de Albert estaba compuesto por el 98,04 % blancos, el 1,96 % eran amerindios. Del total de la población el 0 % eran hispanos o latinos de cualquier raza.